# Allen Wikgren
Allen Paul Wikgren (3 décembre 1906 - 7 mai 1998) était un professeur américain émérite, spécialiste du Nouveau Testament à l'Université de Chicago,. Ses travaux étaient centrés sur le texte du Nouveau Testament et les manuscrits du Nouveau Testament, mais comprenaient également la littérature grecque hellénistique et biblique et la littérature juive ancienne (en particulier Flavius Josèphe), ainsi que la Bible anglaise.

## Éducation
Wikgren a obtenu sa licence (en grec) en 1928, sa maîtrise en 1929 et son doctorat en 1932, tous à l'université de Chicago. Sa thèse de doctorat s'intitulait A Comparative Study of theodotionic and Septuagint Versions of Daniel.

## Biographie
Ordonné ministre de la Convention baptiste du Nord, Wikgren a ensuite été ministre de la First Baptist Church à Belleville, Kansas, et professeur de littérature du Nouveau Testament au Kansas City Baptist Theological Seminary (aujourd'hui Central Baptist Theological Seminary à Shawnee, Kansas) (1935-1937) et de littérature biblique et classique à l'université d'Ottawa, Kansas (1937-1940) avant de retourner à Chicago pour rejoindre la University of Chicago Divinity School en tant que J. M. Powis Smith en 1940. À Chicago, Wikgren était membre du département du Nouveau Testament et de la littérature chrétienne ancienne de la division des sciences humaines de l'université, un département qu'il allait plus tard diriger. Parmi ses collègues spécialistes de l'étude du Nouveau Testament pendant la longue période où il a dirigé le département (1953-1972), on compte des personnalités telles que Norman Perrin, Robert M. Grant et Markus Barth.
La contribution la plus connue de Wikgren à l'étude du Nouveau Testament est peut-être son rôle, aux côtés de Kurt Aland, Matthew Black, Carlo Maria Martini et Bruce M. Metzger, au sein du comité de rédaction qui a établi le texte grec et les appareils critiques des éditions manuscrites standard du Nouveau Testament grec: le Nestle-Aland Novum Testamentum Graece (26e édition, publiée par la Deutsche Bibelgesellschaft d'abord en 1979 et révisée en 1983) et le The Greek New Testament de l'Alliance biblique universelle (3e édition, publiée par l'Alliance biblique universelle en 1983).

### Thèse
- Allen P. Wikgren, A Comparative Study of the Theodotionic and Septuagint translations of Daniel (Ph.D.)., Chicago, IL: University of Chicago Press, 1932 (OCLC 7493395)

### Livres
- Allen P. Wikgren, A Leaf from the First Edition of the First Complete Bible in English, the Coverdale Bible, 1535: With an Historical Introduction, vol. 145, San Francisco: Book Club of California, coll. « Book Club of California », 1974 (OCLC 1177496)
- Allen P. Wikgren et Ira Jay Martin, A Catalogue of English Bibles in the University of Chicago Library - in 2 vols., Chicago, IL: University of Chicago Press, 1989 (OCLC 20005123)

## Autres sources
- David E. Aune, Studies in New Testament and Early Christian Literature: Essays in Honor of Allen P. Wikgren, vol. 33, Leiden: Brill, coll. « Supplements to Novum Testamentum », 1972